# Joe Willis
Joseph Willis Willis (Saint Louis, 10 agosto 1988) è un calciatore statunitense, portiere del Nashville.